# Erich Kuithan

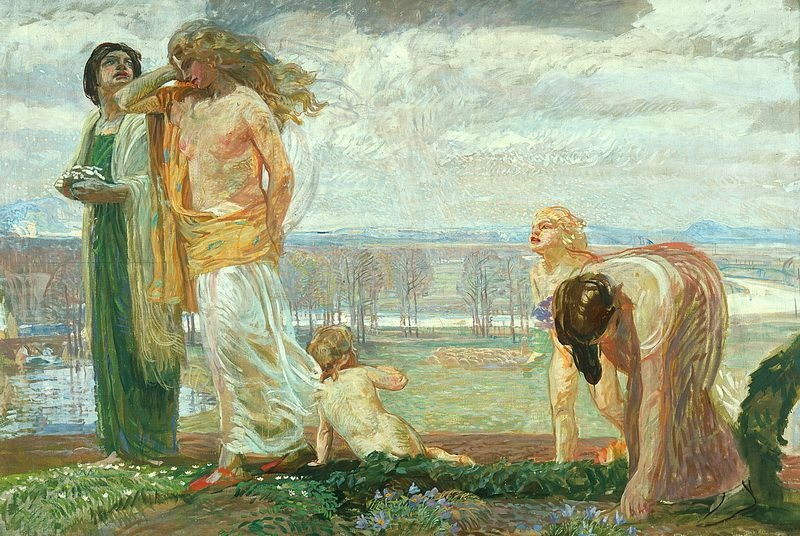
Der Frühling (1906)

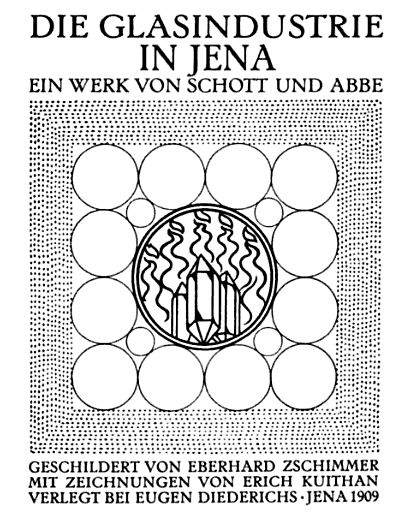
Titelblatt eines Werkes von Schott und Abbe, Jena 1909

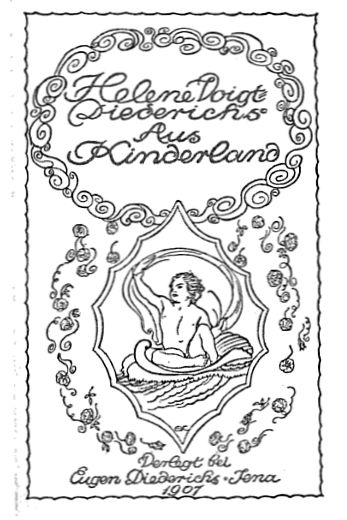
Illustration eines Buches von Helene Voigt-Diederichs, der Gattin Eugen Diederichs’, Jena 1907

Erich Kuithan (* 24. Oktober 1875 in Bielefeld; † 30. Dezember 1917 in Jena) war ein deutscher Maler und Leiter einer Zeichenschule in Jena.

## Leben
Erich Kuithan war der dritte Sohn des Seidenfabrikanten Emil Kuithan und seiner Frau Antonie, geborene Könemann. Sein ältester Bruder Walter wurde Arzt, während sein Bruder Fritz ebenfalls eine künstlerische Laufbahn einschlug. Nach dem Tod des Vaters im Jahr 1888 zog die Familie nach München, wo Erich Kuithan nach dem Abitur 1892 die private Zeichenschule von Ludwig Schmid-Reutte und Friedrich Fehr besuchte. Ab Mai 1893 wurde er an der Akademie der bildenden Künste in die Zeichenklasse von Karl Raupp aufgenommen. 1895 verlegte die Familie ihren Wohnsitz nach Schliersee. Hier begegnete Kuithan Karl Haider, der seinen Malstil stark beeinflusste. In den folgenden Jahren unternahm Kuithan einige Studienreisen, stellte bei Kunstvereinen aus, arbeitete bei der Zeitschrift Jugend mit und fertigte Illustrationen für Kinderbücher.
Ab Winter 1901/02 war Kuithan in Berlin und lernte Ludwig Pallat kennen, der ihn für die Position des Leiters der von Siegfried Czapski und Ernst Abbe initiierten freien Zeichenschule im Volkshaus Jena empfahl. Dort gab Kuithan ab 1. Juli 1903 Kurse im Zeichnen, Malen und Modellieren, bis finanzielle Einsparmaßnahmen 1908 zu seiner Kündigung führten. In Jena war er Mitglied der neu gegründeten Ortsgruppe des Bundes für Heimatschutz (neben Ferdinand Avenarius, Künstlern aus Worpswede, Wilhelm Bölsche, Justus Brinckmann u. a.), war häufiger Gast auf kulturellen Gesellschaften, die er auch mit Darbietungen auf der Laute erfreute, und schuf zahlreiche Gemälde, Zeichnungen, Illustrationen, Möbel, Kleider, Exlibris, Porzellan-Service und Freskomalereien (u. a. im Volkshaus und Universitäts-Hauptgebäude). Er gehörte zum näheren Freundeskreis des Verlegers Eugen Diederichs, mit dessen Gattin Helene Voigt-Diederichs er eine Affäre hatte. 1910 reiste Erich Kuithan nach Italien und erhielt 1911 einen Ruf an die Königliche Kunstschule in Berlin. 1916 kehrte er aufgrund einer unheilbaren Krankheit nach Jena zurück und starb dort am 30. Dezember 1917. In Jena ist die Erich-Kuithan-Straße nach ihm benannt worden.

## Die Zeichenschule
Zu Kuithans Schülern zählten unter anderem Hans Schlag (Architekt), Bruno Pflügner (Bildhauer), Gustav Mohr (Kunsterzieher), die Maler Otto Herbig, Gotthilf Schall, Georg Kötschau, Alexe Franken, Clara Harnack und Helene Czapski. Mit der Organisation von Ausstellungen der Zeichenschule rückte er die bildende Kunst stärker ins öffentliche Bewusstsein. Nach Erich Kuithans Kündigung 1908 und Finanzproblemen des Trägers, der Carl-Zeiss-Stiftung, forderte die Öffentlichkeit den Fortbestand der Schule, und Fritz Kuithan führte die Kurse eine gewisse Zeit lang weiter.

## Malstil
In den frühen Werken standen Landschaften in dunklen Farben im Mittelpunkt. Später verwendete Kuithan vermehrt leichte Jugendstiltöne und schuf inspiriert von den humanistischen Ideen Ernst Abbes vor allem idealistische Bilder von Menschen in Frühlings- und Strandmotiven, in allegorischen Gestalten sowie in Mutter- und Kinddarstellungen. Häufig waren die Gestalten in seinen Bildern vor realen Landschaften des Saaletals dargestellt.
In seinen späteren Bildern waren starke, zuweilen ungemischte Farben, die Anklänge an den Expressionismus zeigen, vorherrschend. In Landschaften und Figurenbildern entwickelte Erich Kuithan, wohl auch unter dem Eindruck seiner unheilbaren Krankheit, einen geheimnisverklärten, vergeistigten Symbolismus, der seine Sehnsucht nach Schönheit und Harmonie vermittelt.

## Werke und Ausstellungen (Auswahl)
- Schriftzug im Carl-Zeiss-Logo, 1903 (zugeschrieben)
- Plakat zur Schiller-Gedächtnis-Ausstellung für Ästhetische Kultur. Jena, 1905
- Kuithan-Ausstellung. Jena, 20. Februar 1907
- Illustrationen zu Helene Voigt-Diederichs’ Aus Kinderland. Jena, 1907
- Illustrationen zu Die Glasindustrie in Jena. Ein Werk von Schott und Abbe. Jena, 1909
- Zeichnung von Ernst Abbe in: Werner Wesselhoeft: Ernst Abbe als Führer zur Volksgemeinschaft. Eugen Diedrichs, Jena 1927
- Gemälde Frühling im Saaletal, Jena 1908–1910 (Titelbild von Meike Werner: Moderne in der Provinz, Göttingen 2003)
- Gemälde Mädchen mit Äpfeln, Große Berliner Kunstausstellung 1914[1]
- Erich Kuithan 1875-1917. Gemälde, Studien, Zeichnungen. Ausstellung im Romantikerhaus Jena vom 12. September bis 4. Dezember 1993.
- Erich Kuithan. Gemälde und Zeichnungen. Kunstsammlung Jena, Jena 2017/2018.
- Erich Kuithan (1875-1917). Ein Bielefelder Maler zwischen Jugendstil und Symbolismus. Museum Peter August Böckstiegel, Werther 2023/2024